# Yahoo! Auctions
Yahoo! Auctions là một dịch vụ đấu giá trực tuyến được thiết lập bởi công cụ tìm kiếm khổng lồ Yahoo! vào năm 1998 để cạnh tranh với eBay.
Hiện tại có hai địa phương hóa của dịch vụ này đang hoạt động ở Đài Loan và Nhật Bản; Yahoo! đã ngưng dịch vụ này ở Hoa Kỳ, Canada, Hồng Kông, Singapore, Vương quốc Liên hiệp Anh và Bắc Ireland. Website ở Mỹ và Canada đóng cửa vào ngày 16 tháng 6 năm 2007. Trang ở Singapore đóng cửa ngày 22 tháng 9 năm 2008. Còn dịch vụ ở Vương quốc Liên hiệp Anh và Bắc Ireland đóng cửa vào ngày 28 tháng 6 năm 2002. Trong quá trình đóng cửa dịch vụ ở Vương quốc Liên hiệp Anh và Bắc Ireland, Yahoo! đã có một bước đi bất thường khi ủng hộ đối thủ đấu giá chính là eBay, như một dịch vụ 'được ưa thích' của họ.
Yahoo không còn cung cấp dịch vụ tại Hồng Kông kể từ ngày 31 tháng 5 năm 2020. Kể từ ngày 6 tháng 4 năm 2022, người dùng ở Vương quốc Anh và các nước châu Âu không thể sử dụng phiên bản tiếng Nhật của Yahoo Auctions.
Yahoo! Auctions được ưa thích bởi một số người bán vì chính sách không-lệ phí của nó — tất cả doanh thu đến từ quảng cáo. Người dùng Singapore đã chọn xa lánh eBay sau khi Yahoo! Auctions đóng cửa ở quốc gia này, do chi phí cao và một trang web lộn xộn. Vào tháng 4 năm 2001, Yahoo! mua lại SOLD.com.au, một đối thủ cạnh tranh lớn của eBay ở Úc.

## Yahoo! Wallet
Yahoo! Wallet là một đối thủ cạnh tranh ít được biết đến của PayPal. Wallet được thiết kế để sử dụng tại các website của Yahoo! như Yahoo! Music và Yahoo! Auctions. Như vậy, những người bán đấu giá mới được yêu cầu xác nhận danh tính của họ bằng cách nhập mã số thẻ tín dụng vào Wallet. Dịch vụ hiện vẫn đang hoạt động.
Yahoo! Kantan kessai (Yahoo!かんたん決済 Yafū kantan kessai) là một dịch vụ tương tự để trả tiền cho cuộc đấu giá ở Nhật Bản bằng cách sử dụng tài khoản tại một số ngân hàng Nhật Bản, hay thẻ tín dụng do ngân hàng Nhật Bản cấp. Để sử dụng một thẻ tín dụng, ngân hàng phải đăng ký tên của khách hàng ở dạng chữ katakana, nhằm mục đích chặn tất cả giao dịch của các thẻ không phải từ Nhật Bản.

## Vụ kiện năm 2005
Tháng 3 năm 2005, nhiều người bị lừa đảo trên Yahoo! Auctions đã kiện Yahoo! Nhật Bản vì cho rằng hệ thống của Yahoo! Auctions có vấn đề, tạo điều kiện cho các vụ lừa đảo xảy ra. Họ yêu cầu Yahoo! Nhật Bản bồi thường thiệt hại.